# ذرأ أمر أيمن
ذرأ أمر أيمن بن حسان ملكي كرب الحميري (نحو 355م - 410م): ملك سبأ وذي ريدان وحضرموت ويمنت. وهو شقيق الملك الشهير أبو كرب أسعد أحد أعظم ملوك سبأ (أسعد الكامل).وكان ظهور ذرا لأول مرة كملك متوج ومشاركاً والده حسان ملكي كرب وشقيقة أبو كرب أسعد اللقب الملكي في سنة 487 بالتقويم الحميري الموافق 377م (النقش المؤرخ: Šibām Kawkabān 1).
وفي شهر ذي داون سنة 493 حـ في التقويم الحميري الموافق كانون الثاني/يناير 383م نجد هؤلاء الملوك الثلاثة (ملكي كرب وابنيه أبي كرب أسعد وذرأ أمر أيمن ملوك سبأ وذي ريدان وحضرموت ويمنت) يقدمون الحمد والشكر إلى الإله "ذي سماوي" (سيد السماء)، وذلك لقيامهم بأعمال بناء معبد هذا الإله وترميمه (النقشان المؤرخة: RES 3383 وGar Bayt al-Ashwal 2).
انفرد ذرأ وشقيقة أبو كرب أسعد في الحكم بعد وفاة أبيهما ملكي كرب نحو سنة 383م. وكان ذرأ سياسيا مهتما بالشؤون الداخلية أكثر منه محاربا أو قائداً، بينما الأمور الحربية وقيادة الجيوش كانت من شؤون شقيقة أبو كرب أسعد، وعُرف ذرأ باهتمامه بالعمران، كما كان داعماً لبناء المعابد اليهودية في اليمن، فأحد النقشين (Gar Bayt al-Ashwal 1 وGar framm. 7) يذكر رجلا اسمه "يهودا يكف" قيامهم بأعمال بناء معبداً، بمباركة الملك ذرأ أمر أيمن، ويشكر رب السماء الذي خلق كل شيء- رب بني إسرائيل.
توفى الملك ذرا قبل أن يدرك توسع دولة سبأ في عهد شقيقة وشريكه في الحكم أبو كرب أسعد، الذي بلغ بدولته نجد والحجاز وما والاها من بلاد ما بين العام (410م - 420م)، وحمل لقب ملك سبأ وذي ريدان وحضرموت ويمنت والبدو في الطود وتهامة.

## ضبط اسمه
ذراء أو ذرأ أحد الأسماء المشهور في الجاهلية، وأشهر من حمل هذا الاسم رجلاً من قضاعة يدعى (ذراء بن برذعة). أما لقبه (أمر أيمن) فمعناه الآمر باليُمن - صاحب اليُمن والبركة، وأشهر من حمل اسم أمر رجلاً من قضاعة يدعى (أمْرَ مناة) ومعناه مُصاحِب أو قرين الإلَه مناة .